# Mindanaona
Mindanaona is een kevergeslacht uit de familie van de boktorren (Cerambycidae). De wetenschappelijke naam van het geslacht werd voor het eerst geldig gepubliceerd in 2008 door Özdikmen.

## Soorten
Mindanaona is monotypisch en omvat slechts de volgende soort:
- Mindanaona mindanaonis (Breuning, 1958)